# Diego Espinosa Arévalo
Diego Espinosa Arévalo (ur. w 1502 w Martín Muñoz de las Posadas, zm. 5 września 1572 w Madrycie) – hiszpański kardynał.

## Życiorys
Urodził się we wrześniu 1502 roku w Martín Muñoz de las Posadas, jako syn Diega de Espinosy i Cataliny de Arévalo. Studiował na Uniwersytecie w Salamance i uzyskła licencjat z prawa cywilnego i kanonicznego. Następnie został wykładowcą, a w 1564 roku przyjął święcenia kapłańskie. Mianowano go przewodniczącym Rady Stanu Kastylii i wielkim inkwizytorem Hiszpanii. 24 marca 1568 roku został kreowany kardynałem prezbiterem i otrzymał kościół tytularny San Bartolomeo all’Isola. 5 lipca został wybrany biskupem Sigüenzy i w tym samym roku przyjął sakrę. Zmarł 5 września 1572 roku w Madrycie.